# Trellius electus
Trellius electus är en insektsart som beskrevs av Andrej Vasiljevitj Gorochov 1999. Trellius electus ingår i släktet Trellius och familjen syrsor. Inga underarter finns listade i Catalogue of Life.